# Ямкинская волость
Ямкинская волость — волость в составе Богородского уезда Московской губернии. Существовала до 1924 года. Центром волости было село Ямкино.
В состав волости вошли селения: Авдотьино, Воскресенское, Горки, Дядькино, Жилино, Кабаново, Лапино, Мамонтово, Марьино, Мишуково, Молзино, Новое, Пашуково, Пешково, Починки, Пятково, Рузино, Соколово, Торбеево, Шекавцево и Ямкино.
По данным 1919 года в Ямкинской волости было 23 сельсовета: Авдотьинский, Воскресенский, Горкинский, Дядькинский, Жилинский, Калитинский, Кабановский, Лапинский, Мало-Буньковский, Мамонтовский, Марьинский, Мишуковский, Молзинский, Ново-Торбеевский, Новский, Пашуковский, Починковский, Пятковский, Рузинский, Соколовский, Старо-Торбеевский, Щекавцевский, Ямкинский.
В 1923 году был создан Пешковский с/с. Калитинский с/с был присоединён к Мамонтовскому, Марьинский — к Пятковскому, Рузинский — к Жилинскому, Лапинский — к Мало-Буньковскому.
21 апреля 1924 года Ямкинская волость была упразднена, а её территория вошла в Пригородную волость.